# Acrocercops eurhythmopa
Acrocercops eurhythmopa là một loài bướm đêm thuộc họ Gracillariidae. Nó được tìm thấy ở Java, Indonesia, cũng như Sierra Leone. Nó được miêu tả bởi Edward Meyrick năm 1934. Ấu trùng ăn các loài Cola nitida và Sterculia.